# Hieronymus Galler
Hieronymus Galler (bl. 1610–1627) war ein deutscher Drucker und Verleger schweizerischer Herkunft.

## Leben
Der aus Basel stammende Galler erhielt im Jahr 1600 das Bürgerrecht in Frankfurt am Main und arbeitete dort vermutlich als angestellter Drucker.
Er verließ mit Johann Theodor de Bry 1609 Frankfurt und wechselte nach Oppenheim. Es könnte sein, dass ihn de Bry mit Aussicht auf eine selbständige Stellung nachgezogen hat, was aber dokumentarisch nicht zu belegen ist.
Ein halbes Jahr später verlegte dann die Witwe von Levinus Hulsius den Sitz ihres Verlagsunternehmens ebenfalls nach Oppenheim.
Die Übersiedlung mehrerer leistungsfähiger Frankfurter Verlage wie de Bry, Hulsius und Lucas Jennis garantierte dem Drucker Hieronymus Galler einen erfolgversprechenden Anfang in Oppenheim. Es war für ihn der Aufstieg vom kleinen Druckergesellen zum großen Lohndrucker in Oppenheim. Zahlreiche großformatige und umfangreiche Drucke verdeutlichen das. Galler hatte sich in Frankfurt ausreichend mit Typenmaterial versorgt und konnte so den Ansprüchen der Verleger nachkommen. Vermutlich hat er auch die finanzielle Unterstützung de Brys oder auch anderer genossen. In den zehn Jahren regen geistigen Lebens von 1610 bis 1620 in Oppenheim betrieb er eine leistungsfähige Druckerei für Oppenheimer und Frankfurter Verleger sowie auf eigene Rechnung (vor allem ungarische Werke).
Der Wandergelehrte Albert Molnár aus Ungarn hielt sich 1611/12 und 1615 bis 1619 in Oppenheim auf und arbeitete vor seiner Anstellung als Kantor der Lateinschule und Rektor der Stadtschule als Korrektor bei Galler.
Für Hieronymus Galler gab es keinen Grund, nach Frankfurt zurückzukehren, da er sich in Oppenheim eine gesicherte Existenz aufgebaut hatte. Möglicherweise machte die Einnahme Oppenheims durch die Truppen Spinolas im September 1620, wahrscheinlicher aber der Brand Oppenheims 1621 dem Unternehmen Hieronymus Galler ein Ende.

## Die Gallersche Druckerwerkstatt und ihre Auftraggeber
Allein das Projekt VD 17 weist 145 Werke auf.
| Frankfurter Verlage - Gebrüder Johann, Nikolaus und Peter Ruland: ein großes juristisches Werk - Johannes Rosa: drei Werke Oppenheimer Verlage - Witwe Hulsius: Jahr für Jahr fortlaufend - Lucas Jennis: zwei Werke - Johann Theodor de Bry: eine Vielzahl von Werken Jacques Perret französischer hugenottischer Architekt der Ideal-Städte | Auf eigene Rechnung - Vor allem die ungarischen Werke (mit Molnar als Autor bzw. Korrektor) Direktaufträge von Autoren (meist Theologen) - Luckas Stöckle Kurpfälzischer Theologe - Jakob Fabrizius Danziger Prediger - Johannes Rumerus: „Sieges-Predigt bei Spinolas Einzug“ |